# Зорянська сільська рада (Костянтинівський район)
| Зорянська сільська рада — колишній орган місцевого самоврядування у Костянтинівському районі Донецької області з адміністративним центром у селищі Зоря. Сільській раді були підпорядковані населені пункти: - с-ще Зоря |

## Склад ради
Рада складалася з 16 депутатів та голови.

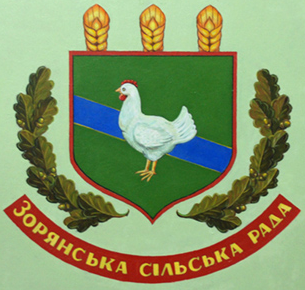
Емблема Зорянської сільської ради

## Керівний склад сільської ради
| ПІБ                           | Основні відомості                                                         | Дата обрання | Дата звільнення |
| ----------------------------- | ------------------------------------------------------------------------- | ------------ | --------------- |
| Синельникова Алла Миколаївна  | Сільський голова, 1949 року народження, освіта, член Партії регіонів      | 26.03.2006   | 31.10.2010      |
| Полякова Тетяна Олександрівна | Сільський голова, 1959 року народження, освіта вища, член Партії регіонів | 31.10.2010   |                 |

Примітка: таблиця складена за даними джерела